# 光果菱叶乌头
光果菱叶乌头（学名：Aconitum rhombifolium var. leiocarpum）为毛茛科乌头属下的一个变种。

## 扩展阅读
- 維基物種上的相關：光果菱叶乌头